# Elezioni parlamentari in Austria del 1999
Le elezioni parlamentari in Austria del 1999 si tennero il 3 ottobre per il rinnovo del Nationalrat, il Consiglio nazionale.
In seguito all'esito elettorale, Wolfgang Schüssel, espressione  del Partito Popolare Austriaco, divenne Cancelliere.

## Risultati
| Liste                               | Voti      | %     | Seggi |
| ----------------------------------- | --------- | ----- | ----- |
| Partito Socialdemocratico d'Austria | 1 532 448 | 33,15 | 65    |
| Partito della Libertà Austriaco     | 1 244 087 | 26,91 | 52    |
| Partito Popolare Austriaco          | 1 243 672 | 26,91 | 52    |
| I Verdi                             | 342 260   | 7,40  | 14    |
| Forum Liberale                      | 168 612   | 3,65  | –     |
| Gli Indipendenti - Lista Lugner     | 46 943    | 1,02  | –     |
| Partito Comunista d'Austria         | 22 016    | 0,48  | –     |
| No alla Nato e all'Ue               | 19 286    | 0,42  | –     |
| Comunità Elettorale Cristiana       | 3 030     | 0,07  | –     |
| Totale                              | 4 622 354 | 100   | 183   |

| Riepilogo dei voti (+/- elezioni 1995)  | Riepilogo dei voti (+/- elezioni 1995) | Riepilogo dei voti (+/- elezioni 1995) | Riepilogo dei voti (+/- elezioni 1995) | Riepilogo dei voti (+/- elezioni 1995) | Riepilogo dei voti (+/- elezioni 1995) | Riepilogo dei voti (+/- elezioni 1995) |
| --------------------------------------- | -------------------------------------- | -------------------------------------- | -------------------------------------- | -------------------------------------- | -------------------------------------- | -------------------------------------- |
| Partito Socialdemocratico d'Austria     | Partito Socialdemocratico d'Austria    | Partito Socialdemocratico d'Austria    |                                        |                                        | 33,15%                                 | ▼ 4,91                                 |
| Partito della Libertà Austriaco         | Partito della Libertà Austriaco        | Partito della Libertà Austriaco        |                                        |                                        | 26,91%                                 | ▲ 5,02                                 |
| Partito Popolare Austriaco              | Partito Popolare Austriaco             | Partito Popolare Austriaco             |                                        |                                        | 26,91%                                 | ▼ 1,38                                 |
| I Verdi                                 | I Verdi                                | I Verdi                                |                                        |                                        | 7,40%                                  | ▲ 2,59                                 |
| Forum Liberale                          | Forum Liberale                         | Forum Liberale                         |                                        |                                        | 3,65%                                  | ▼ 1,86                                 |
| Gli Indipendenti                        | Gli Indipendenti                       | Gli Indipendenti                       |                                        |                                        | 1,02%                                  | ▲ 1,02                                 |
| Altri <1,00%                            | Altri <1,00%                           | Altri <1,00%                           |                                        |                                        | 0,96%                                  | ▲ 0,62                                 |
| Riepilogo dei seggi (+/- elezioni 1995) |                                        |                                        |                                        |                                        |                                        |                                        |
|                                         |                                        |                                        |                                        |                                        |                                        |                                        |
| SPÖ                                     | 65                                     | ▼ 6                                    |                                        | Die Grünen                             | 14                                     | ▲ 5                                    |
| ÖVP                                     | 52                                     | ━                                      |                                        | FPÖ                                    | 52                                     | ▲ 11                                   |